# Sacculosia isaralis
Sacculosia isaralis là một loài bướm đêm trong họ Crambidae. Chúng là loài duy nhất trong chi Sacculosia, thường xuất hiện ở Colombia.